# قاسمعلی ظهیرنژاد
قاسم‌علی ظهیرنژاد ارشادی (۱۷ مهر ۱۳۰۳ – ۲۱ مهر ۱۳۷۸) سرلشکر نیروی زمینی ارتش ایران بود، که از ۹ مهر ۱۳۶۰ تا ۳ آبان ۱۳۶۳ و در خلال جنگ ایران و عراق، ریاست ستاد مشترک ارتش جمهوری اسلامی ایران را برعهده داشت. او پیش از آن، از ۱۳۵۹ تا ۱۳۶۰ فرمانده نیروی زمینی ارتش بود.
وی در سال ۱۳۳۰ وارد دانشکده افسری ارتش شد و از ۱۳۳۳ با درجه ستوان‌دومی فعالیت در ارتش شاهنشاهی ایران را آغاز کرد. او در سال ۱۳۵۲ با درجه سرهنگ‌دومی، از ارتش بازنشسته شد، ولی پس از وقوع انقلاب، به ارتش جمهوری اسلامی ایران فراخوانده شد و دوره کوتاهی در سال ۱۳۵۸ فرماندهی لشکر ۶۴ پیاده ارومیه را برعهده داشت. 
ظهیرنژاد از ۱۳۵۸ تا ۱۳۵۹ فرمانده ژاندارمری و از ۱۳۵۹ تا ۱۳۶۰ فرمانده نیروی زمینی ارتش بود. او از ۱۳۶۳ تا ۱۳۶۵ به‌عنوان نماینده ولی‌فقیه در شورای عالی دفاع ملی فعالیت می‌کرد
او در فاصله سالهای ۱۳۶۸ تا ۱۳۷۸ ریاست گروه مشاوران نظامی فرمانده کل نیروهای مسلح را برعهده داشت.

## زندگی‌نامه
قاسمعلی ظهیرنژاد ارشادی، در سال ۱۳۰۳ در شهر اردبیل زاده شد. وی در سال ۱۳۳۰ به دانشکده افسری ارتش وارد شد و پس از فارغ‌التحصیلی، در سال ۱۳۳۳ فعالیت خود در ارتش شاهنشاهی ایران را با درجه ستوان دومی، در لشکر ۷ ارومیه آغاز نمود. ظهیرنژاد در سال ۱۳۵۲ درخواست بازنشستگی کرد و با درجه سرهنگ دومی از ارتش شاهنشاهی بازنشسته شد.
وی پس از وقوع انقلاب ۱۳۵۷، توسط سرلشکر محمدولی قرنی (رئیس وقت ستاد مشترک ارتش) به خدمت در ارتش جمهوری اسلامی ایران فراخوانده شد و با یک درجه ترفیع، به فرماندهی لشکر ۶۴ ارومیه منصوب گردید. او در زمان آغاز ناآرامی‌های کردستان در سال ۱۳۵۸ فرمانده لشکر ۶۴ ارومیه بود، که در این جایگاه، فرمان محاصره و شلیک توپ بر فراز شهر مهاباد را صادر کرد.
ظهیرنژاد در سال ۱۳۵۸ با درجه سرتیپی، به فرماندهی ژاندارمری منصوب شد و یک سال بعد، در سال ۱۳۵۹ فرماندهی نیروی زمینی ارتش را برعهده گرفت و به مدت یک سال نیز در این جایگاه فعالیت کرد. وی در تاریخ ۹ مهر ۱۳۶۰ به‌عنوان رئیس ستاد مشترک ارتش جمهوری اسلامی ایران منصوب گردید و تا آبان ۱۳۶۳ ریاست ستاد ارتش را برعهده داشت.
 

او از ۱۳۶۳ تا ۱۳۶۵ نماینده ولی‌فقیه در شورای عالی دفاع ملی بود و در فاصله سالهای ۱۳۶۸ تا ۱۳۷۸ ریاست گروه مشاوران نظامی فرمانده کل نیروهای مسلح را برعهده داشت. ظهیرنژاد در سال ۱۳۶۶ درجه سرلشکری دریافت کرد.

قاسمعلی ظهیرنژاد

## سوابق
- فرمانده لشکر ۶۴ پیاده ارومیه
- فرمانده ژاندارمری
- فرمانده نیروی زمینی ارتش
- رئیس ستاد مشترک ارتش
- نماینده ولی‌فقیه در شورای عالی دفاع ملی
- رئیس گروه مشاوران نظامی فرمانده کل نیروهای مسلح

## نشان نصر
سیدعلی خامنه‌ای؛ رهبر جمهوری اسلامی، در سال ۱۳۷۹ یک سال پس از درگذشت قاسمعلی ظهیرنژاد، به‌علت آنچه نقش وی در گروه مشاوران نظامی فرمانده کل قوا، در خلال جنگ ایران و عراق عنوان شد، در مراسمی به او و گروهی دیگر از فرماندهان و مسئولان پشتیبانی نیروهای مسلح، نشان نصر اهداء کرد.

## نشان فداکاری
در آذر ماه ۱۳۹۹ برابر تصویب «شورای عالی نشان‌ها»، نشان فداکاری به سرلشکر مسعود منفرد نیاکی،سرلشکر حسن آبشناسان، سرلشکر محمد سلیمی و سرلشکر قاسمعلی ظهیرنژاد تعلق گرفت.

## درگذشت
ظهیرنژاد در ۲۱ مهرماه ۱۳۷۸ بر اثر سکته مغزی در تهران درگذشت. پیکر وی پس از تشییع و با حضور دوستان، همکاران، خانواده و مقامات ارشد نظامی ارتش و سپاه، در قطعه ۱۲ بهشت زهرای تهران به‌ خاک سپرده شد.

## دیدگاه‌ها
در طول جنگ ایران و عراق پافشاری او بر اجرای روش‌های کلاسیک رزمی در انجام عملیات‌های نظامی، موجب درگیری وی با فرماندهان ارشد سپاه پاسداران بود. ظهیرنژاد از طراحان اصلی بحث ورود به خاک عراق، پس از آزادسازی خرمشهر بود و استدلالش برای این تاکتیک، تحت فشار گذاشتن عراق، برای تخلیه نیروهای خود از شهرهایی از ایران بود، که هنوز تحت اشغال نیروهای ارتش عراق قرار داشت. به گفته برخی همکارانش همچون تیمسار بختیاری، ظهیرنژاد دیدی بسیار منطقی داشت و به گفته برخی دیگر، کمتر ریسک‌پذیر بود و همین باعث مخالفتش با برخی عملیات‌هایی بود که در آن‌ها از نیروی انسانی زیادی استفاده می‌شد.